# P.U.L.S.E
『P·U·L·S·E』（パルス、Pulse）は、1995年に発表されたピンク・フロイドの2枚組のライブ・アルバム。
2013年現在、ピンク・フロイドとしては最後のツアーとなった1994年のアルバム『対』発売後の「The Division Bell Tour」の模様が収録されている。ディスク 2では、1973年発表の『狂気』を全曲にわたって再現している。『P.U.L.S.E』というタイトル自体、『狂気』で印象的に使われた心臓の効果音にちなむと思われる。元の作品のコンセプトを主導したロジャー・ウォーターズが不在でありながら、相変わらず高いクオリティの作品に仕上がっていると一部のファンは感じ入っている。なお、本作品はアナログ録音による作品である。
初回生産盤はCDケースに発光ダイオードが付いており、半年から1年間は点滅（パルス）し続けるという豪華仕様である（電源には、米ソニー・エナジー・テック製単三アルカリ電池が使用され、全英・全米第1位を記録し大ヒットとなった）。
欧州ツアーではフォルクスワーゲンがスポンサーになり、フォルクスワーゲン・ゴルフのピンク・フロイド仕様も欧州で限定発売された。

## 収録曲
ディスク 1
1. 「クレイジー・ダイアモンド」 - "Shine On You Crazy Diamond"
2. 「天の支配」 - "Astronomy Domine"
3. 「ホワット・ドゥー・ユー・ウォント」 - "What Do You Want From Me?"
4. 「幻の翼」 - "Learning To Fly"
5. 「キープ・トーキング」 - "Keep Talking"
6. 「転生」 - "Coming Back To Life"
7. 「ヘイ・ユー」 - "Hey You"
8. 「壁が崩壊した日…」 - "A Great Day For Freedom"
9. 「時のない世界」 - "Sorrow"
10. 「運命の鐘」 - "High Hopes"
11. 「アナザー・ブリック・イン・ザ・ウォール(パート2)」 - "Another Brick In The Wall - Part II"
12. 「吹けよ風、呼べよ嵐」 - "One Of These Days" (アナログ盤のみに収録)

ディスク 2
1. 「スピーク・トゥ・ミー」 - "Speak To Me"
2. 「生命の息吹き」 - "Breathe"
3. 「走り回って」 - "On The Run"
4. 「タイム」 - "Time"
5. 「虚空のスキャット」 - "The Great Gig In The Sky"
6. 「マネー」 - "Money"
7. 「アス・アンド・ゼム」 - "Us And Them"
8. 「望みの色を」 - "Any Colour You Like"
9. 「狂人は心に」 - "Brain Damage"
10. 「狂気日食」 - "Eclipse"
11. 「あなたがここにいてほしい」 - "Wish You Were Here"
12. 「コンフォタブリー・ナム」 - "Comfortably Numb"
13. 「ラン・ライク・ヘル」 - "Run Like Hell"

## メンバー
ピンク・フロイド
- デヴィッド・ギルモア (David Gilmour) - リード・ボーカル、ギター
- ニック・メイスン (Nick Mason) - ドラム
- リチャード・ライト (Richard Wright) - キーボード、バック・ボーカル、「天の支配」「タイム」「アス・アンド・ゼム」「コンフォタブリー・ナム」リード・ボーカル

参加ミュージシャン
- ガイ・プラット (Guy Pratt) - ベース、バック・ボーカル、「ラン・ライク・ヘル」一部リード・ボーカル
- ジョン・カーリン (Jon Carin) - キーボード、バック・ボーカル、「ヘイ・ユー」一部リード・ボーカル
- サム・ブラウン (Sam Brown) - バック・ボーカル
- ドゥルガ・マクブルーム (Durga McBroom) - バック・ボーカル
- クラウディア・フォンテイン (Claudia Fontaine) - バック・ボーカル
- ティム・レンウィック (Tim Renwick) - ギター、バック・ボーカル
- ディック・パリー (Dick Parry) - サクソフォーン
- ゲイリー・ウォリス (Gary Wallis) - パーカッション